# 北田雄夫
北田 雄夫（きただ たかお、1984年1月18日 - ）は、日本のアドベンチャーランナー。大阪府堺市出身。身長174cm、体重64kg。

## 経歴
中学時代に陸上を始め、近畿大学3年生のときに全日本陸上競技選手権にて1600mリレーで3位入賞。大手化学メーカーに勤務しながらマラソンやトライアスロンの経験を経て、30歳でアドベンチャーマラソンに出会う。
2017年に日本人として初めて世界7大陸アドベンチャーマラソン走破。2024年に世界初の世界3大極地1,000kmレース（サハラ砂漠1200km、アラスカ1600km、ヒマラヤ1700km）走破を達成。
2023年より足の神様で有名な服部天神宮の神職にもなる。

## 競技実績
| 年月   | 大会                        | 開催地                  | レース 期間 | 距離   | 結果 | 備考         |
| ------ | --------------------------- | ----------------------- | ----------- | ------ | ---- | ------------ |
| 2014年 | Gobi March                  | 中国                    | 7日間       | 250km  | 51位 |              |
| 2014年 | Atacama Crossing            | チリ共和国              | 7日間       | 250km  | 64位 |              |
| 2015年 | THE TRACK                   | オーストラリア          | 10日間      | 521km  | 10位 | 日本人初挑戦 |
| 2015年 | FIRE + ICE                  | アイスランド            | 6日間       | 250km  | 3位  | 日本人初挑戦 |
| 2016年 | Grand to Grand Ultra        | アメリカ                | 7日間       | 273km  | 8位  |              |
| 2016年 | The Last Desert             | 南極                    | 7日間       | 250km  | 2位  |              |
| 2017年 | Ice Ultra                   | スウェーデン            | 5日間       | 230km  | 3位  | 日本人初挑戦 |
| 2017年 | Ultra Africa Race           | モザンビーク            | 5日間       | 216km  | 3位  | 日本人初挑戦 |
| 2018年 | Alvi Trail Liguria          | イタリア                | 8日間       | 400km  | 15位 | 日本人初挑戦 |
| 2018年 | Trans Pyrenea               | フランス                | 18日間      | 850km  | 踏破 |              |
| 2018年 | Tuscobia Winter Ultra       | アメリカ                | 3日間       | 256km  | 15位 | 日本人初挑戦 |
| 2019年 | Iditarod Trail Invitational | アメリカ/アラスカ       | 4日間       | 240km  | 14位 | 日本人初挑戦 |
| 2019年 | Jungle Ultra                | ペルー/ジャングル       | 5日間       | 230km  | 6位  |              |
| 2019年 | La 1000km                   | モーリタニア/サハラ砂漠 | 18日間      | 1000km | 6位  | 日本人初挑戦 |
| 2021年 | Iditarod Trail Invitational | アメリカ/アラスカ       | 10日間      | 560km  | 5位  |              |
| 2021年 | Mega Race                   | ドイツ                  | 14日間      | 1001km | 6位  | 日本人初挑戦 |
| 2022年 | La 1200                     | モーリタニア/サハラ砂漠 | 20日間      | 1200km | 4位  | 日本人初挑戦 |
| 2023年 | Iditarod Trail Invitational | アメリカ/アラスカ       | 30日間      | 1600km | 3位  | 日本人初挑戦 |
| 2023年 | Great Himal Race            | ネパール/ヒマラヤ山脈   | 51日間      | 1700km | 6位  | 日本人初挑戦 |
| 2025年 | JIBE JAHA                   | チェコ共和国            | 12日間      | 600km  | 1位  | 日本人初挑戦 |

## TV出演
- 情熱大陸(2017年12月3日、毎日放送)
- 1Hセンス(2018年10月21日、フジテレビ)
- やさしいニュース(2018年12月6日、テレビ大阪)
- 激レアさんを連れてきた。(2021年5月10日、テレビ朝日)

## 著書
- 「地球のはしからはしまで走って考えたこと」（2020年10月26日出版、集英社）ISBN 978-4087880465